# 5D/Brorsen
5D/Brorsen (appelée également comète de Brorsen ou comète Brorsen) est une comète périodique découverte le 26 février 1846, par l'astronome danois Theodor Brorsen.
Le périhélie de 5D/Brorsen était le 25 février, juste la veille de sa découverte, et elle continua ensuite à se rapprocher de la Terre, passant au plus près de la Terre le 27 mars (à une distance de 0,52 ua). En raison de ce passage à proximité de la Terre, le diamètre apparent de sa queue augmenta. Johann Friedrich Julius Schmidt l'estima compris entre 3 et 4 minutes d'arc le 9 mars, et de 8 à 10 minutes d'arc le 22 du même mois. Vue pour la dernière fois le 22 avril, elle se situait à environ 20 degrés du pôle nord céleste. À la fin de son premier passage, la période orbitale fut estimée à 5,5 ans. Il fut découvert qu'un passage à proximité de Jupiter en 1842 l'avait placée sur son orbite de découverte.
Une période de 5,5 ans signifiait que les passages alterneraient entre bons et médiocres. Comme prévu, la comète fut manquée lors de son passage de 1851, où elle ne passa à pas moins de 1,5 ua de la Terre.
L'orbite de la comète était toujours relativement imprécise, aggravée par le fait qu'elle avait approché Jupiter en 1854. Karl Christian Bruhns trouva une comète le 18 mars 1857. Rapidement, une nouvelle orbite fut calculée et elle s'avéra être 5D/Brorsen, bien que les prévisions aient été décalées de trois mois. La comète fut suivie jusqu'en juin 1857.
La comète fut manquée en 1862, et la découverte suivante eut lieu en 1868. Un passage à proximité de Jupiter raccourcit suffisamment sa période pour la rendre visible en 1873. Un passage très favorable suivit en 1879, permettant d'observer la comète sur la plus longue durée à ce jour – quatre mois. La comète fut manquée en 1884 à cause de conditions d'observations peu propices, mais elle fut aussi manquée en 1890 lors d'un passage favorable. Le passage favorable suivant eut lieu en 1901, mais les recherches ne permirent pas de trouver la comète.
Les recherches sérieuses suivantes furent entreprises par Brian Marsden, qui pensait que la comète s'était désintégrée, mais calcula néanmoins une orbite donnant une apparition très favorable en 1973. Des observateurs japonais firent des recherches intensives pour la retrouver, qui restèrent infructueuses. La comète est actuellement considérée perdue.